# Konrad Toenz
Konrad Toenz (* 23. Mai 1939 in St. Moritz; † 22. Februar 2015 in Zürich) war ein Schweizer Radiojournalist beim Schweizer Radio DRS. Grössere Bekanntheit erlangte er als Fernsehmoderator durch die Sendung Aktenzeichen XY … ungelöst, in der er Suchmeldungen der Polizei und Hinweise der Zuschauer aus dem Aufnahmestudio Zürich bekanntgab.

## Familie, Ausbildung und Anfänge
Konrad Toenz entstammt einer Valser Familie. Geboren wurde er in St. Moritz, wo sein Vater als Portier im Suvretta House arbeitete. Zur Schule ging er zuerst in Ilanz, bevor die Familie 1948 nach Zürich zog. Er machte eine Lehre als Typograph und war danach in der Werbung tätig. Im Jahr 1967 begann er als freiberuflicher Journalist beim Schweizer Radio mit Fokus auf Polizei- und Gerichtsberichterstattung sowie auf Luftfahrtthemen.

## Fernsehen
Toenz moderierte die Schaltungen von Aktenzeichen XY nach Zürich erstmals am 16. Januar 1976 als Nachfolger von Werner Vetterli, am 25. September 1998 übergab er diesen Posten an seinen ehemaligen Bürokollegen beim Schweizer Radio Stephan Schifferer. Toenz trat zudem am 10. Mai 2007 ein weiteres Mal als Ehrengast in der 400. Sendung von Aktenzeichen XY … ungelöst auf.
Durch seinen trockenen Moderationsstil vor einer amtsstubenhaften Dekoration wurde Toenz zusammen mit Co-Moderator Peter Nidetzky vom ORF und ZDF-Moderator Eduard Zimmermann zu einer «Ikone der 70er Jahre». Als Nachwirkung dieser Popularität wandelten der Musiker Ingo Kupfer alias Tony Random und Jeanette Kneuker am 16. Dezember 1996 ihre den 1970er Jahren gewidmete Kneipe in Berlin-Kreuzberg in die Konrad Tönz Bar um. Eduard Zimmermann und Butz Peters waren dort zu Gast, Toenz selbst mehrmals. Dort wurde auch ein Cocktail nach Toenz benannt. Der Konrad Toenz besteht aus Wodka, Rahm, Orangensaft und Crème de Cassis.
Toenz warb in den Jahren 2004 und 2005 mit Peter Nidetzky in Fernsehspots für die Sammlung von PET-Flaschen in der Schweiz zum Zweck des Recyclings. Zur Verhinderung eines drohenden Zwangspfandes für PET-Flaschen musste auf lange Sicht eine freiwillige Rückführungsquote von 75 Prozent erreicht werden, was allerdings trotz der die alten XY-Liveschaltungen parodierenden Spots erst 2007 gelang.

## Geschäftsmann
1984 gab er seine Arbeit beim Radio auf und wurde Geschäftsführer der Firma PMA Presse- und Medienarchiv AG Medienbeobachtung Zeitungsausschnittdienst in Zürich. Durch Fusion mit der ZMS Zahn Marketing Services entstand daraus im Jahr 2000 die ZMS/PMA Medienbeobachtung AG in Aettenschwil. In dieser sass Konrad Toenz bis am 4. August 2011 im Verwaltungsrat. Bis 2007 war er ausserdem wie seine Frau Verwaltungsrat der als PMA Beteiligungen AG fortgeführten PMA.
Er war Inhaber und einziger Zeichnungsberechtigter der 1990 gegründeten Konrad Toenz, Öffentlichkeitsarbeit, einer Firma für Public Relations, Öffentlichkeits- und Pressearbeit in Gockhausen bei Zürich.

## Privates
Toenz hatte vier Kinder aus erster Ehe und war in zweiter Ehe mit der DRS-Mitarbeiterin Elsbeth Toenz verheiratet. Er lebte in Gockhausen.
Toenz starb am 22. Februar 2015 im Alter von 75 Jahren in Zürich an den Folgen einer Krebserkrankung.